# Subilla aliena
Subilla aliena är en halssländeart som först beskrevs av Longinos Navás 1915.  Subilla aliena ingår i släktet Subilla och familjen ormhalssländor. Inga underarter finns listade i Catalogue of Life.